# Wagner Aquino
Wagner Valente de Aquino más conocido como Wagner Aquino (n. Río de Janeiro, Brasil, 16 de abril de 1969) es un exfutbolista brasileño. Jugaba de delantero y jugó en diversos equipos de Brasil, Suiza, Portugal y Chile. Poco años después de su retiro como jugador, el sitio chileno Pelotudos.cl realizó una lista de los 37 jugadores brasileños, que jugaron en la Primera División de Chile, durante los últimos 20 años y Clóvis Bento quedó ubicado en el puesto 34 de esa lista, debido a que no anotó goles, en su estadía en Universidad Católica, en la segunda rueda del Torneo Chileno de 1998, cuyo torneo fue ganado por Colo-Colo.

## Clubes
| Club                 | País     | Año       |
| -------------------- | -------- | --------- |
| América (RJ)         | Brasil   | 1987-1989 |
| FC Baden             | Suiza    | 1990      |
| Fluminense           | Brasil   | 1990-1993 |
| Internacional        | Brasil   | 1993-1995 |
| Santa Cruz           | Brasil   | 1996      |
| Paysandu             | Brasil   | 1997      |
| Belenenses           | Portugal | 1997      |
| Paysandu             | Brasil   | 1998      |
| Universidad Católica | Chile    | 1998      |
| Paysandu             | Brasil   | 1999      |
| São José             | Brasil   | 1999-2000 |
| América (RJ)         | Brasil   | 2001      |